# Hity Jiřího Šlitra + Jiřího Suchého
Hity Jiřího Šlitra + Jiřího Suchého (na obale též uvedeno jako Hity Šlitr-Suchý) je desáté album zaměřené na autorskou spolupráci klíčových osobností divadla Semafor. Deska je také druhou kompilací semaforských hitů, jež byla volně dostupná v prodejnách gramofonových desek (předchozí výběr úspěšných písní nazvaný "Semafor 2" byl určen pro vývoz). Společnost Supraphon desku vydala v roce 1968 pod katalogovým číslem DV 013 0420.

## Sestava alba
LP obsahuje chronologicky seřazené populární písně divadla Semafor od těch nejstarších z her Člověk z půdy ("Včera neděle byla"), Taková ztráta krve ("Klokočí") nebo Zuzana je zase sama doma ("Kočka na okně", "Ach, ta láska nebeská"), přes pásmo Jonáš a tingltangl ("Tulipán"), až po hity z muzikálu Kdyby tisíc klarinetů ("Babetta", "Dotýkat se hvězd" nebo "Tereza") či jazzovou operu Dobře placená procházka ("Jsi ta nejkrásnější krajina, co znám"). Zpívaly je hvězdy Semaforu, vedle Jiřího Suchého a Jiřího Šlitra také Pavlína Filipovská, Karel Gott, Waldemar Matuška, Eva Pilarová, Jaromír Mayer, Jana Malknechtová nebo Jiří Jelínek. Pro sběratele byla kompilace zajímavá tím, že obsahovala dříve na desce nevydanou verzi šlágru "Motýl", pořízenou původně pro Československý rozhlas.

## Vydání a přijetí alba
LP Hity Jiřího Šlitra + Jiřího Suchého vyšlo v létě 1968 ve vkusném obalu výtvarnice Běly Suché (manželky Jiřího Suchého) a s doprovodným textem předního hudebního publicisty Jiřího Černého. Album recenzovala např. Nina Dlouhá v časopise Melodie, kde napsala: "Nová LP deska Supraphonu ukazuje Jiřího Šlitra a Jiřího Suchého opět z toho úhlu, jak je už takřka desetiletí důvěrně známe – jako mistry nejdrobnějšího žánru, jako inteligentní autory zdánlivě tvůrčí neproblematičnosti, kteří se však dovedli za pomoci písniček dostat blíž k lidem, než si třeba mnozí přáli." Kompilační album se jako celek dosud nedočkalo své reedice na CD, ale jednotlivé písně vyšly na mnoha výběrech se skladbami S+Š i sólistů Semaforu.

## Seznam skladeb
| Strana 1 | Strana 1                 | Strana 1               | Strana 1                         | Strana 1 |
| Pořadí   | Název                    | Autor                  | Zpěv                             | Délka    |
| -------- | ------------------------ | ---------------------- | -------------------------------- | -------- |
| 1.       | Včera neděle byla        | Jiří Šlitr, Jiří Suchý | Pavlína Filipovská               | 2:44     |
| 2.       | Píseň o rose             | Jiří Šlitr, Jiří Suchý | Jiří Suchý                       | 3:17     |
| 3.       | Klokočí                  | Jiří Šlitr, Jiří Suchý | Vokální kvinteto divadla Semafor | 3:51     |
| 4.       | Ach, ta láska nebeská    | Jiří Šlitr, Jiří Suchý | Waldemar Matuška, Eva Pilarová   | 4:37     |
| 5.       | Kočka na okně            | Jiří Šlitr, Jiří Suchý | Waldemar Matuška                 | 1:57     |
| 6.       | Tulipán                  | Jiří Šlitr, Jiří Suchý | Jiří Suchý                       | 2:25     |
| 7.       | Proč se lidi nemaj’ rádi | Jiří Šlitr, Jiří Suchý | Pavlína Filipovská               | 2:48     |

| Strana 2 | Strana 2             | Strana 2               | Strana 2                        | Strana 2 |
| Pořadí   | Název                | Autor                  | Zpěv                            | Délka    |
| -------- | -------------------- | ---------------------- | ------------------------------- | -------- |
| 8.       | Motýl                | Jiří Šlitr, Jiří Suchý | Jana Malknechtová, Jiří Jelínek | 3:53     |
| 9.       | Oči sněhem zaváté    | Jiří Šlitr, Jiří Suchý | Karel Gott                      | 4:41     |
| 10.      | Babetta              | Jiří Šlitr, Jiří Suchý | Jiří Suchý, Jiří Šlitr          | 4:03     |
| 11.      | Dotýkat se hvězd     | Jiří Šlitr, Jiří Suchý | Karel Gott, Eva Pilarová        | 3:14     |
| 12.      | Tereza               | Jiří Šlitr, Jiří Suchý | Waldemar Matuška                | 2:30     |
| 13.      | Nejkrásnější krajina | Jiří Šlitr, Jiří Suchý | Eva Pilarová, Jaromír Mayer     | 2:43     |

## Hudební doprovod
- Ferdinand Havlík s orchestrem (1-7, 10)
- Taneční orchestr Československého rozhlasu, řídí Josef Vobruba (8, 9)
- Taneční orchestr Československého rozhlasu, řídí Karel Krautgartner (11)
- Taneční orchestr Československého rozhlasu, řídí Dalibor Brázda (13)
- Rudolf Rokl (klavír) a rytmická skupina (12)
- Sbor Lubomíra Pánka (9, 13)
- Vokální kvinteto divadla Semafor (3, 5)
- Vokální sbor (10)